# César Cielo Filho
César Augusto Cielo Filho (* 10. ledna 1987 Santa Bárbara d'Oeste, São Paulo) je brazilský plavec. Specializuje se na sprinterské kraulařské tratě.

## Kariéra
Jako nadějný plavec se v šestnácti letech dostal do klubu Esporte Clube Pinheiros v Sao Paulu, kde trénoval pod vedením Alberta Silvy a brazilské plavecké legendy Gustava Borgese. V roce 2005 dostal stipendium na Auburn University v USA a připravoval se pod vedením australského trenéra Bretta Hawkea. Výrazně se prosadil na univerzitních závodech organizace NCAA, kde vytvořil americké rekordy na 50 a 100 yardů volný způsob. Od roku 2008 závodí jako profesionál. Na olympijských hrách v roce 2008 vybojoval nejprve bronzovou medaili v závodě na 100 m volný způsob, o kterou se dělil díky stejnému času s Američanem Jasonem Lezakem. V semifinále závodu na 50 m volný způsob překonal olympijský rekord (čas 21,34), který ve finále ještě vylepšil (čas 21,32) a získal olympijské zlato. O rok později na mistrovství světa v Římě dokázal zvítězit na obou nejkratších kraulařských tratích, což se mu podařilo jako teprve třetímu plavci v historii (po Anthony Ervinovi a Alexandru Popovovi). V závodě na 100 m překonal také světový rekord. Koncem roku 2009 se také stal držitelem nejlepšího výkonu historie na 50 metrů.
V roce 2011 měl pozitivní dopingový test na furosemid, který může maskovat použití jiných zakázaných látek. Arbitrážní soud mu dal pouze napomenutí, další závodění ale nezakázal. Mohl tak startovat na mistrovství světa v roce 2011, kde získal titul na nejkratším sprintu, na dvojnásobné trati skončil čtvrtý.
Na olympijských hrách v roce 2012 zlato z Pekingu neobhájil a skončil v závodě na 50 metrů volný způsob třetí.

## Úspěchy a ocenění
Olympijské hry
- 2008: zlato 50 m volný způsob, bronz 100 m volný způsob
- 2012: bronz 50 m volný způsob

Mistrovství světa
- MS 2009: zlato na 50 i 100 m volný způsob, 4. místo ve štafetě 4×100 m volný způsob i 4×100 m polohově.
- MS 2011: zlato na 50 m volný způsob
- MS krátký bazén 2010: zlato na 50 i 100 m volný způsob, 3. místo ve štafetě 4×100 m volný způsob i 4×100 m polohově.

## Osobní rekordy
- 50 m volný způsob: 20,91 (2009, Sao Paulo) - svět. rekord
- 100 m volný způsob: 46,91 (2009, Řím) - svět. rekord